# Aptiv
Aptiv PLC — международная компания по производству автокомплектующих. Главный офис находится в Дублине (Ирландия). Образована в 1999 году путём выделения из General Motors под названием Delphi Automotive, в декабре 2017 года произошло разделение на 2 компании: Aptiv и Delphi Technologies.
Председатель совета директоров — Раджив Гупта. В списке крупнейших публичных компаний мира Forbes Global 2000 за 2022 год Aptiv заняла 959-е место.

## История
Большую часть своей истории General Motors был вертикально интегрированным автопроизводителем, выпуском комплектующих занималось около 200 заводов. В 1991 году они были объединены в Automotive Components Group; оборот этой группы составлял 19,3 млрд долларов, однако она работала в убыток. В январе 1995 году группа была переименована в Delphi Automotive и началась подготовка к её отделению (другие детройтские компании, Ford и Chrysler отделили производство комплектующих значительно раньше). Были проданы или закрыты несколько наиболее убыточных заводов и созданы совместные предприятия в Китае, Индии и Южной Корее. К 1998 году выручка Delphi достигла 28,5 млрд долларов при чистом убытке 93 млн долларов. В феврале 1999 года на бирже были размещены 17,7 % её акций, а в мае того же года и остальные акции. В Delphi на то время работало около 200 тыс. сотрудников, и процесс отделения сопровождался массовыми забастовками, рабочие небезосновательно полагали, что последуют закрытия заводов и сокращения.
В 2005 году в бухгалтерской отчётности компании были обнаружены значительные нарушения, высшее руководство подало в отставку, а сама Delphi Automotive объявила о банкротстве и начале реструктуризации. Из процедуры банкротства компания вышла лишь в октябре 2009 года после выкупа группой частных инвесторов, основная часть активов перешла к зарегистрированной в Великобритании Delphi Corporation. В ноябре 2011 года акции Delphi вновь начали котироваться на Нью-Йоркской фондовой бирже.
В 2017 году Delphi Corporation отделила производство трансмиссий и запчастей в компанию Delphi Technologies, которая после трёх лет независимого существования была поглощена BorgWarner, а сама корпорация сменила название на Aptiv, а расположение штаб-квартиры — на столицу Ирландии.
В начале 2022 года было объявлено о покупке за 4,3 млрд долларов разработчика программного обеспечения Wind River Systems.

## Деятельность
Aptiv составляет комплектующие 25 крупнейшим производителям автомобилей, включая Stellantis (11 % выручки), Volkswagen (9 %), General Motors (8 %), Ford (7 %), Geely (4 %), SAIC Motor (4 %), Daimler (4 %), Tesla (4 %), Toyota (2 %), BMW (2 %), Tata Motors (2 %).
Производственные мощности компании насчитывают 127 предприятий в 46 странах, из них 46 заводов находятся в Северной Америке (в основном в Мексике), 40 — в Европе, Африке и на Ближнем Востоке (главные центры находятся в Марокко и Сербии), 36 — в Азиатско-Тихоокеанском регионе (Китай и другие страны), 5 — в Южной Америке (Бразилия).
Основными рынками сбыта являются США (33 % выручки), Европа (33 % выручки, в первую очередь Германия), Азиатско-Тихоокеанский регион (31 % выручки, в основном Китай).
Подразделения по состоянию на 2021 год:
- Signal and Power Solutions — производство электрического оснащения автомобилей, включая проводку, разъёмы, системы контроля и безопасности; 74 % выручки.
- Advanced Safety and User Experience — производство сложной автомобильной электроники и разработка программного обеспечения; 26 % выручки.